# 洛博山
41°16′24″N 0°45′58″W / 41.27333°N 0.76611°W

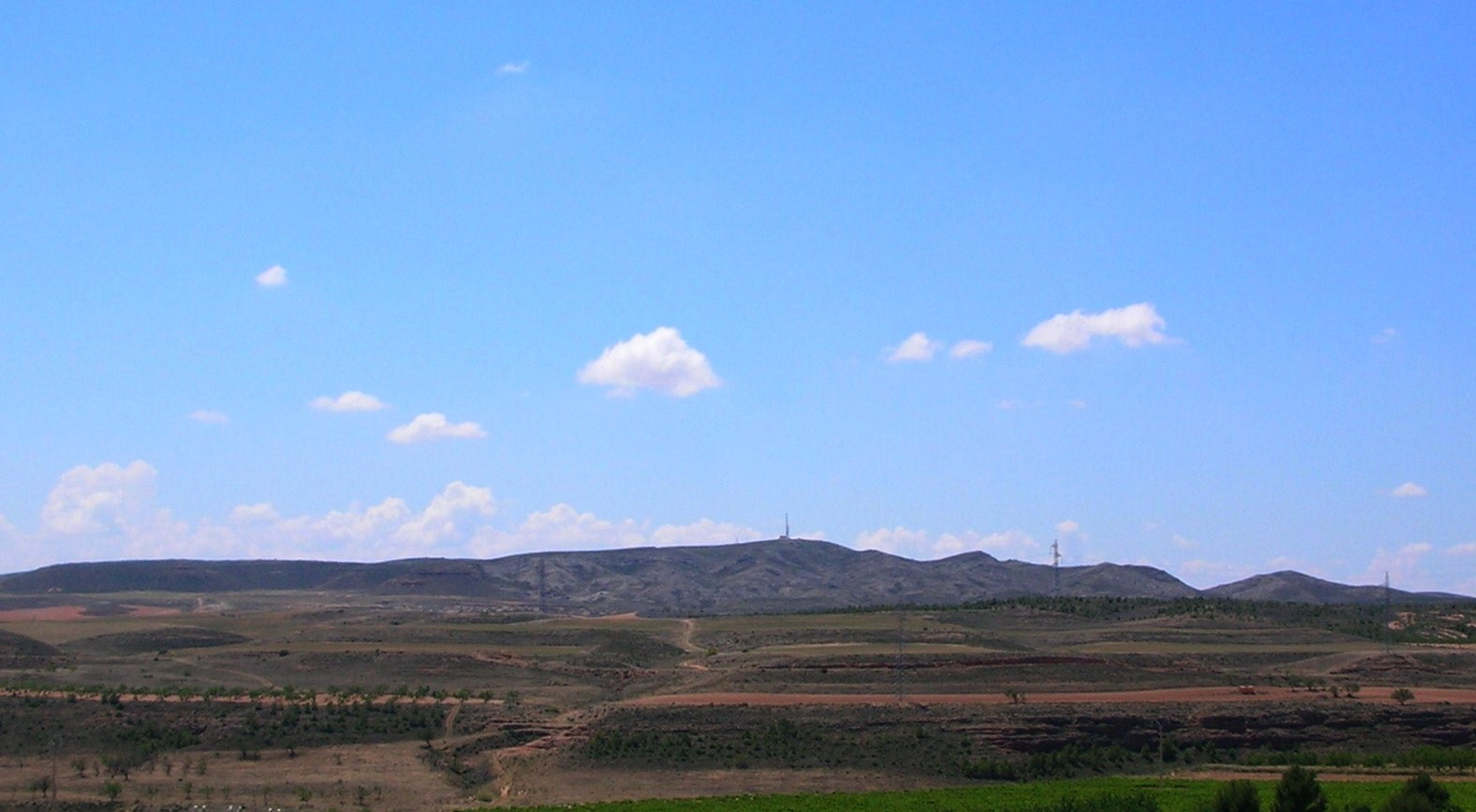

洛博山（Lobo Hill），是西班牙的山峰，位於該國北部阿拉貢自治區，處於貝爾奇特以南3公里和阿爾莫納西德拉庫瓦以東2公里，海拔高度630米。